# Малко Попово
Малко Попово е село в Южна България. То се намира в община Маджарово, област Хасково.

## Религии
Християнство